# Pierre-Joseph Grangier
Pour les articles homonymes, voir Grangier.
Pierre-Joseph Grangier (né le 12 mars 1758 à Sancerre, Cher - mort le 25 janvier 1821 à Bourges, Cher) est un notaire, avocat et homme politique français, fils d'Étienne-Antoine Grangier, procureur au comté de Sancerre, et d'Anne-Suzanne Simon.

## Biographie
Avocat et subdélégué de l'intendance du Berry à Sancerre avant la Révolution, Pierre-Joseph Grangier fut élu, le 27 mars 1789, par le bailliage du Berry, député du tiers état aux États généraux de 1789. Il vota constamment avec la minorité et fit partie du comité des rapports. Il protesta personnellement contre l'acceptation de la Constitution par le roi et signa les protestations générales de septembre 1791. Il cessa, peu de temps après, ses fonctions de député le 30 septembre 1791.
En 1796, il devint administrateur du département du Cher et fut élu par ce même département le 22 germinal an V (11 avril 1797) député au Conseil des Cinq-Cents avec 119 voix (139 votants) mais son élection fut annulée le 4 septembre 1797, à la suite du coup d'État du 18 fructidor an V, en raison d'une suspicion de royalisme. 
Le gouvernement consulaire le nomma le 22 floréal an X (12 mai 1802) conseiller général du Cher, puis, en 1804, conseiller de préfecture à Bourges, fonction qu'il conserva sous l'Empire et les deux Restaurations jusqu'à sa mort en 1821, sauf pendant les Cent-Jours. En 1810, Grangier fait partie du Conseil de Préfecture du Cher, composé de trois Membres, avec Messieurs Gravet-la-Buffière et Leblanc-Lespinasse. Il reçut la Légion d'honneur.